# O fată și cinci cai curajoși
 A Girl and Five Brave Horses,  în limba română O fată și cinci cai curajoși, este o carte de memorialistică scrisă de Sonora Webster Carver și publicată în 1961.
Sonora Webster Carver (1904 - 2003) a fost una din primele femei călărețe din Statele Unite care a fost autoarea unor numere ecvestre extreme, printre care saltul călare într-un bazin cu apă de la înălțimi variind între 12 și 20 de metri era numărul său de senzație.
Autobiografia Sonorei Webster Carver a fost inspirația scenariului filmului realizat de compania Walt Disney în anul 1991, Inimile brave nu pot fi înfrânte,  Wild Hearts Can't Be Broken, care deși fusese bazat pe carte nu o respectă ad-literam.
La vârsta de 20 de ani, Sonora Webster Carver, o orfană de ambii părinți, crescută de una din mătușile sale, se alătură spectacolului Wild West Show al trupei lui William Frank Carver (cunoscut ca Doc Carver). Sonora învață numărul ecvestru și apoi îl execută în orașul Atlantic City (cunoscutul "Las Vegas din New Jersey") la una din cele mai cunoscute locuri din localitate, Steel Pier.
După moartea lui Doc Carver, Sonora continuă să lucreze cu fiul acestuia, Al Carver, cu care se va căsători, continuând să producă show-ul lansat de Doc. În ciuda faptului că Sonora devine oarbă șapte ani mai târziu, suferind o dublă dezlipire de retină la ambii ochi ca urmare a unei plonjării cu ochii deschiși, va continua să execute numere ecvestre de plonjare extremă pentru încă 11 ani după data orbirii.
Cartea scrisă la începutul anilor 1960 documentează viața sa și amintirile autoarei despre cei cinci cai "curajoși" cu care Sonora Webster Carver a lucrat de-a lungul anilor la numerele sale.